# Ranspach
Ranspach est une commune française située dans la circonscription administrative du Haut-Rhin et, depuis le 1er janvier 2021, dans le territoire de la Collectivité européenne d'Alsace, en région Grand Est.
Cette commune se trouve dans la région historique et culturelle d'Alsace.

## Géographie
Vallée de la Thur, à 420 m d'altitude.
Thann 11,5 km - Gérardmer 41 km - Le Thillot 25 km.
C'est une des 188 communes du parc naturel régional des Ballons des Vosges.
| Fellering           | Fellering | Lautenbachzell |
| Fellering           | Ranspach  | Saint-Amarin   |
| Husseren-Wesserling | Mitzach   |                |

### Hydrographie

#### Réseau hydrographique
La commune est dans le bassin versant du Rhin au sein du bassin Rhin-Meuse. Elle est drainée par la Thur, le ruisseau Bruscher, le ruisseau Hirzengrabenrunz et le Farcelle,,.
La Thur, d'une longueur de 53 km, prend sa source dans la commune de Wildenstein et se jette  dans l'Ill à Ensisheim, après avoir traversé 20 communes. 

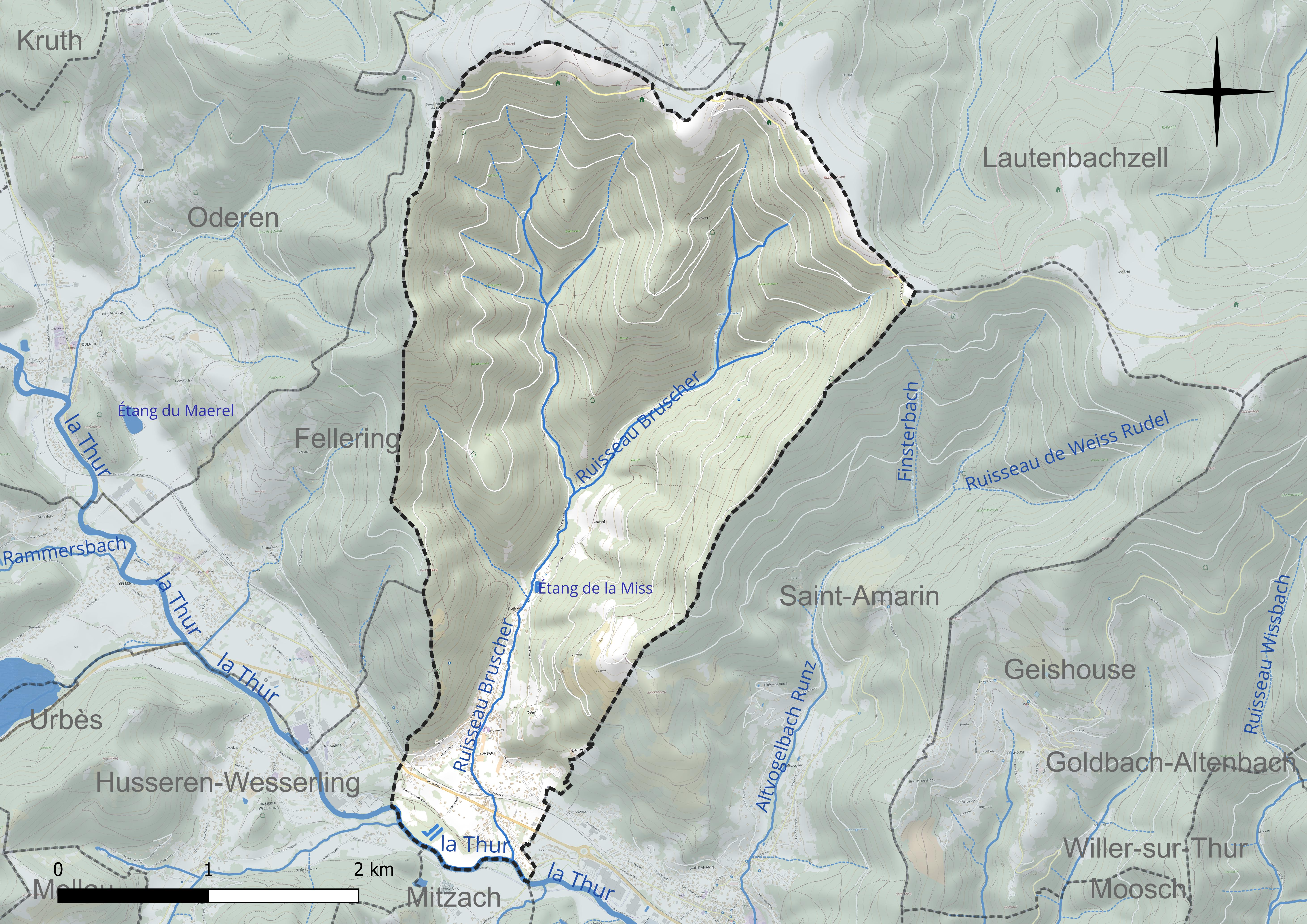
Réseau hydrographique de Ranspach.

Un plan d'eau complète le réseau hydrographique : l'étang de la Miss (0,3 ha),.
La commune bénéficie de 23 points d'eau.

#### Gestion et qualité des eaux
Le territoire communal est couvert par le schéma d'aménagement et de gestion des eaux (SAGE) « Thur ». Ce document de planification concerne le bassin versant de la Thur. Ce territoire s'étend sur 544 km2. Le périmètre a été arrêté le 4 mars 1996 et le SAGE proprement dit a été approuvé le 14 mai 2001. La structure porteuse de l'élaboration et de la mise en œuvre est la Direction départementale de l'agriculture et de la forêt du Haut-Rhin. 
La qualité des cours d’eau peut être consultée sur un site dédié géré par les agences de l’eau et l’Agence française pour la biodiversité. 

### Climat
Pour des articles plus généraux, voir Climat du Grand Est et Climat du Haut-Rhin.
En 2010, le climat de la commune est de type climat de montagne, selon une étude du Centre national de la recherche scientifique s'appuyant sur une série de données couvrant la période 1971-2000. En 2020, Météo-France publie une typologie des climats de la France métropolitaine dans laquelle la commune est exposée à un climat semi-continental et est dans la région climatique  Vosges, caractérisée par une pluviométrie très élevée (1 500 à 2 000 mm/an) en toutes saisons et un hiver rude (moins de 1 °C). 
Pour la période 1971-2000, la température annuelle moyenne est de 9,3 °C, avec une amplitude thermique annuelle de 17 °C. Le cumul annuel moyen de précipitations est de 1 472 mm, avec 13,4 jours de précipitations en janvier et 10,8 jours en juillet. Pour la période 1991-2020, la température moyenne annuelle observée sur la station météorologique de Météo-France la plus proche, « Markstein Crete », sur la commune d'Oderen à 4 km à vol d'oiseau, est de 6,3 °C et le cumul annuel moyen de précipitations est de 1 489,3 mm. 
La température maximale relevée sur cette station est de 30,3 °C, atteinte le 7 août 2015 ; la température minimale est de −20,4 °C, atteinte le 20 décembre 2009,,. 
Les paramètres climatiques de la commune ont été estimés pour le milieu du siècle (2041-2070) selon différents scénarios d'émission de gaz à effet de serre à partir des nouvelles projections climatiques de référence DRIAS-2020. Ils sont consultables sur un site dédié publié par Météo-France en novembre 2022.

## Urbanisme

### Typologie
Au 1er janvier 2024, Ranspach est catégorisée petite ville, selon la nouvelle grille communale de densité à sept niveaux définie par l'Insee en 2022.
Elle appartient à l'unité urbaine de Saint-Amarin, une agglomération intra-départementale regroupant neuf  communes, dont elle est une commune de la banlieue,,. La commune est en outre hors attraction des villes,.

### Occupation des sols
L'occupation des sols de la commune, telle qu'elle ressort de la base de données européenne d’occupation biophysique des sols Corine Land Cover (CLC), est marquée par l'importance des forêts et milieux semi-naturels (90,8 % en 2018), une proportion sensiblement équivalente à celle de 1990 (90,9 %). La répartition détaillée en 2018 est la suivante : 
forêts (84,7 %), milieux à végétation arbustive et/ou herbacée (6,1 %), zones urbanisées (4,6 %), prairies (2,3 %), zones agricoles hétérogènes (2,3 %). L'évolution de l’occupation des sols de la commune et de ses infrastructures peut être observée sur les différentes représentations cartographiques du territoire : la carte de Cassini (XVIIIe siècle), la carte d'état-major (1820-1866) et les cartes ou photos aériennes de l'IGN pour la période actuelle (1950 à aujourd'hui).

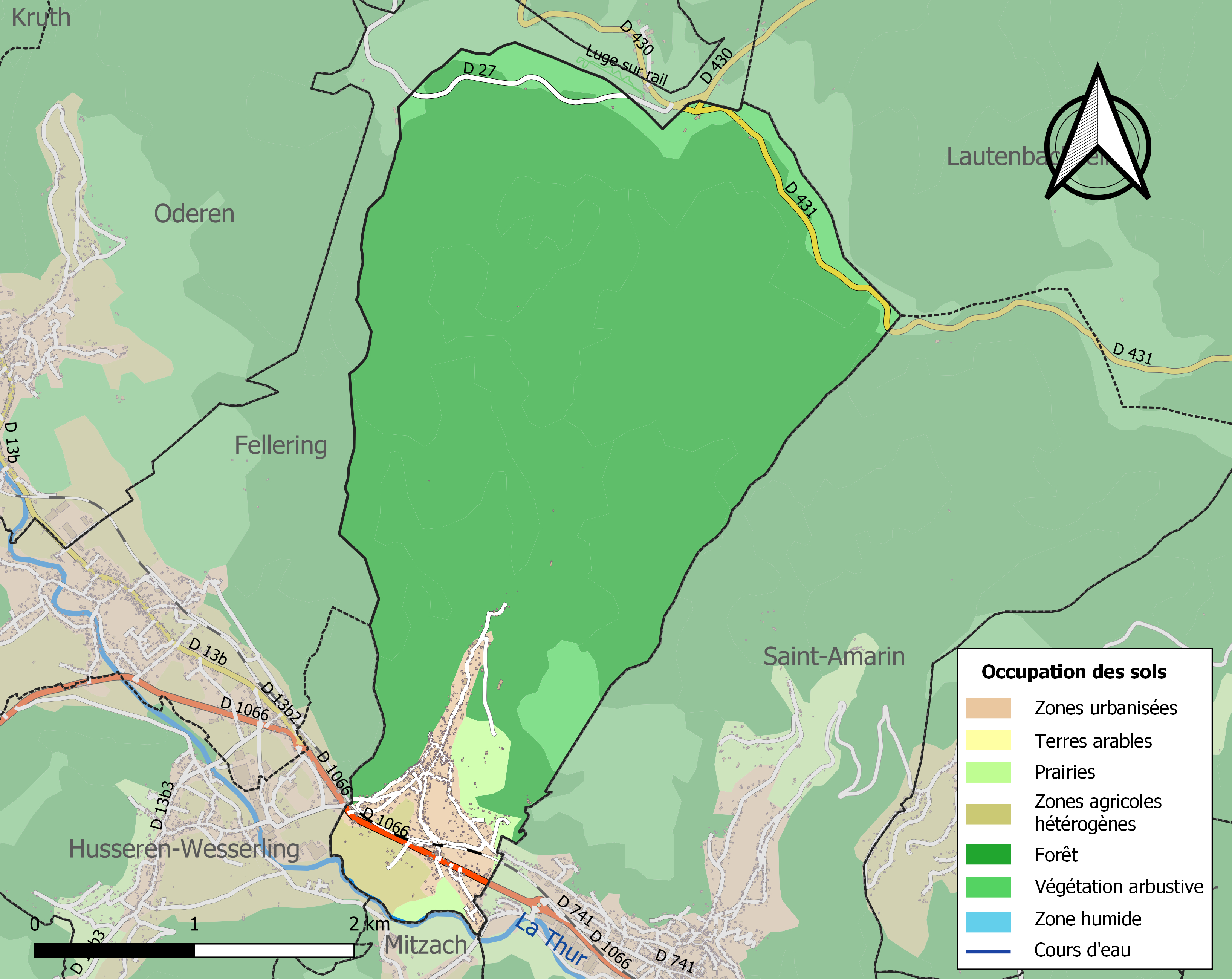
Carte des infrastructures et de l'occupation des sols de la commune en 2018 (CLC).

## Histoire
Le nom du village « Rantzbach » en 1793 est devenu « Ranspach » en 1801.
Le village de Ranspach dépendait de la paroisse de Saint-Amarin dès l'origine, mais une paroisse autonome fut créée en 1849.

### Héraldique
| Blason de Ranspach | Les armes de Ranspach se blasonnent ainsi : « Coupé de gueules et d'azur, au croissant tourné d'argent brochant sur la partition. » |

## Politique et administration

### Budget et fiscalité 2014
En 2014, le budget de la commune était constitué ainsi :
- total des produits de fonctionnement : 633 000 €, soit 735 € par habitant ;
- total des charges de fonctionnement : 540 000 €, soit 627 € par habitant ;
- total des ressources d’investissement : 103 000 €, soit 119 € par habitant ;
- total des emplois d’investissement : 286 000 €, soit 332 € par habitant.
- endettement : 624 000 €, soit 725 € par habitant.

Avec les taux de fiscalité suivants :
- taxe d’habitation : 14,28 % ;
- taxe foncière sur les propriétés bâties : 17,15 % ;
- taxe foncière sur les propriétés non bâties : 123,94 % ;
- taxe additionnelle à la taxe foncière sur les propriétés non bâties : 0,00 % ;
- cotisation foncière des entreprises : 0,00 %.

### Liste des maires
| Période                                  | Période                   | Identité                                          | Étiquette | Qualité |
| ---------------------------------------- | ------------------------- | ------------------------------------------------- | --------- | ------- |
| mars 2001                                | 2014                      | Raymond Haller                                    |           |         |
| mars 2014                                | En cours (au 28 mai 2020) | Jean-Léon Tacquard Réélu pour le mandat 2020-2026 |           |         |
| Les données manquantes sont à compléter. |                           |                                                   |           |         |

## Démographie
L'évolution du nombre d'habitants est connue à travers les recensements de la population effectués dans la commune depuis 1800. Pour les communes de moins de 10 000 habitants, une enquête de recensement portant sur toute la population est réalisée tous les cinq ans, les populations de référence des années intermédiaires étant quant à elles estimées par interpolation ou extrapolation. Pour la commune, le premier recensement exhaustif entrant dans le cadre du nouveau dispositif a été réalisé en 2008.

En 2022, la commune comptait 778 habitants, en évolution de −6,49 % par rapport à 2016 (Haut-Rhin : +0,66 %, France hors Mayotte : +2,11 %).
| 1800 | 1806 | 1821 | 1831  | 1836  | 1841  | 1846  | 1851  | 1856  |
| ---- | ---- | ---- | ----- | ----- | ----- | ----- | ----- | ----- |
| 761  | 786  | 935  | 1 222 | 1 191 | 1 284 | 1 278 | 1 349 | 1 377 |

| 1861  | 1866  | 1871  | 1875  | 1880  | 1885  | 1890  | 1895  | 1900  |
| ----- | ----- | ----- | ----- | ----- | ----- | ----- | ----- | ----- |
| 1 445 | 1 328 | 1 355 | 1 282 | 1 203 | 1 195 | 1 161 | 1 165 | 1 209 |

| 1905  | 1910  | 1921 | 1926  | 1931 | 1936 | 1946 | 1954 | 1962  |
| ----- | ----- | ---- | ----- | ---- | ---- | ---- | ---- | ----- |
| 1 293 | 1 195 | 987  | 1 041 | 952  | 949  | 866  | 978  | 1 084 |

| 1968 | 1975 | 1982 | 1990 | 1999 | 2006 | 2008 | 2013 | 2018 |
| ---- | ---- | ---- | ---- | ---- | ---- | ---- | ---- | ---- |
| 964  | 885  | 844  | 907  | 893  | 858  | 848  | 847  | 806  |

| 2022 | - | - | - | - | - | - | - | - |
| ---- | - | - | - | - | - | - | - | - |
| 778  | - | - | - | - | - | - | - | - |

## Lieux et monuments

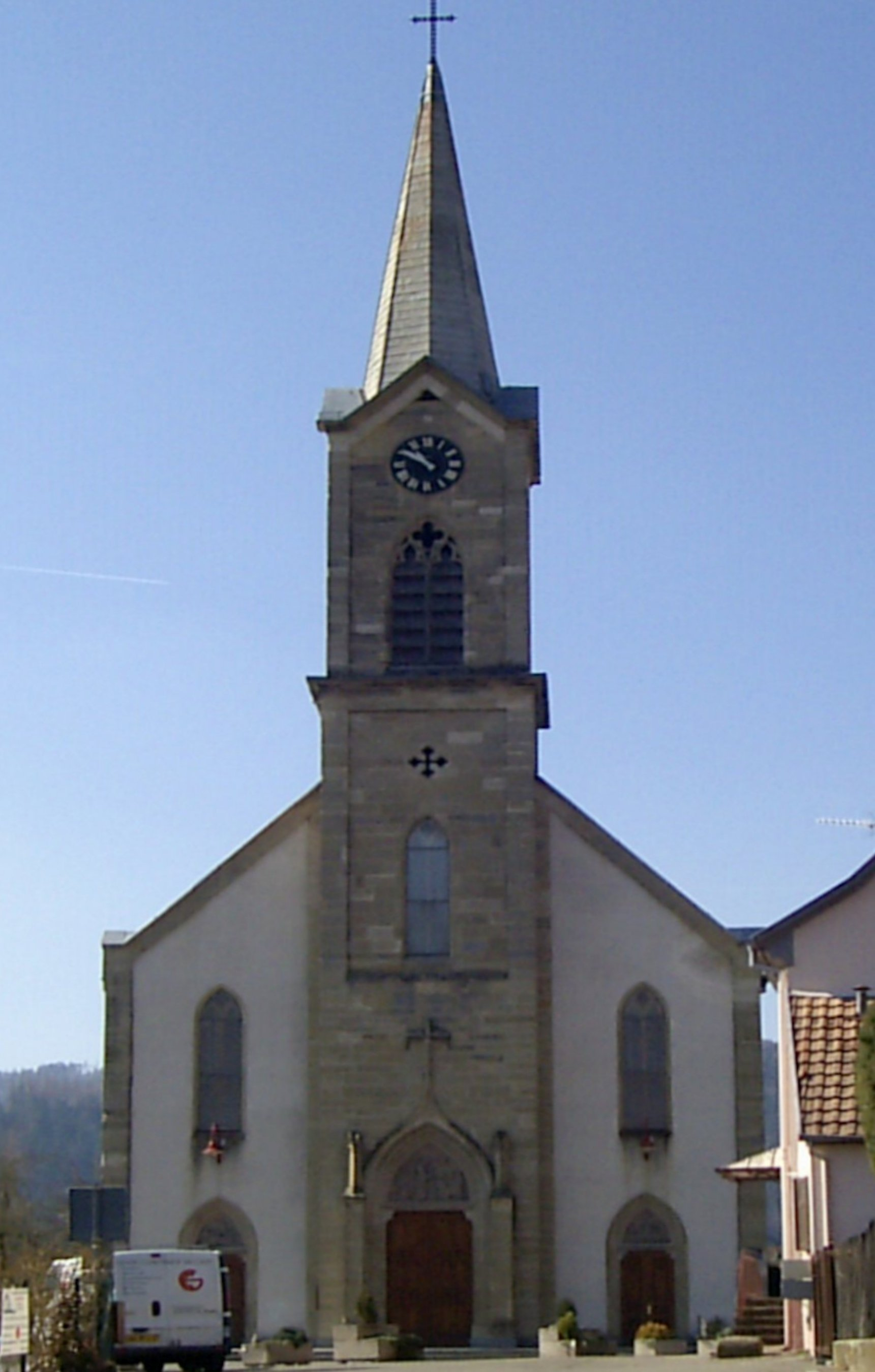
L'église Saint-Antoine-de-Padoue.

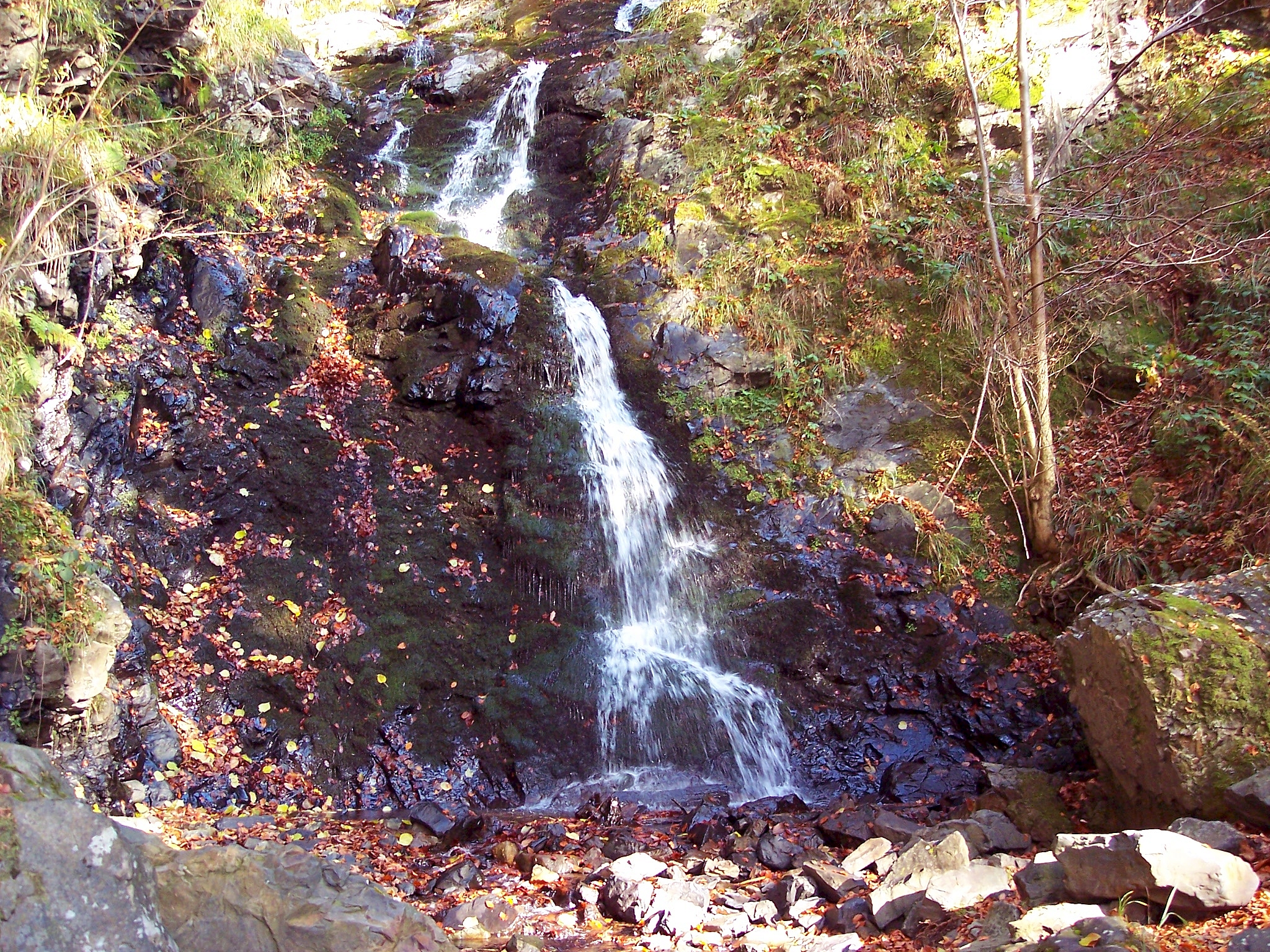
Cascade du Bruscher.

- L'église néo-gothique de 1854 Saint-Antoine-de-Padoue[32], possédant notamment un orgue Merklin-Schütze de 1860[33],[34].
- Monuments commémoratifs[35].
- Le sentier botanique[36].
- Panorama du Koestel[37].
- Le site parapente.
- Cascade du Bruscher.

## Personnalités liées à la commune
- Chanoine Eugène Muller (1861-1948), professeur en théologie, député puis sénateur et ardent défenseur du droit local après 1914-18.
- Charles Kuentz (1897-2005), soldat allemand pendant la Première Guerre mondiale et français pendant la Seconde, né à Ranspach.